# Desertshore
Desertshore – trzeci album Nico, wydany w grudniu 1970. Nagrań dokonano w Sound Techniques Ltd. (Londyn) z wyjątkiem piosenki "Le Petit Chevalier", którą nagrano w Studios Davout (Paryż).

## Lista utworów
| 1. | "Janitor of Lunacy" (Nico)  | 4:01  |
|    |                             |       |
| 2. | "The Falconer" (Nico)       | 5:39  |
|    |                             |       |
| 3. | "My Only Child" (Nico)      | 3:27  |
|    |                             |       |
| 4. | "Le Petit Chevalier" (Nico) | 1:12  |
|    |                             |       |
| 5. | "Abschied" (Nico)           | 3:02  |
|    |                             |       |
| 6. | "Afraid" (Nico)             | 3:27  |
|    |                             |       |
| 7. | "Mütterlein" (Nico)         | 4:38  |
|    |                             |       |
| 8. | "All That is My Own" (Nico) | 3:54  |
|    |                             |       |
|    |                             | 29:20 |
|    |                             |       |

## Skład
- Nico – śpiew, fisharmonia
- John Cale – głos, wszystkie instrumenty
- Adam Miller – głos
- Ari Boulogne – śpiew w "Le Petit Chevalier"

produkcja
- John Wood – inżynier dźwięku
- John Cale – producent
- Joe Boyd – producent